# Феррё-Кенсе
Феррё-Кенсе́ (фр. Ferreux-Quincey) — коммуна во Франции, находится в регионе Шампань — Арденны. Департамент — Об. Входит в состав кантона Ножан-сюр-Сен. Округ коммуны — Ножан-сюр-Сен.
Код INSEE коммуны — 10148.
Коммуна расположена приблизительно в 105 км к юго-востоку от Парижа, в 80 км юго-западнее Шалон-ан-Шампани, в 39 км к северо-западу от Труа.

## Население
Население коммуны на 2008 год составляло 340 человек.
| 1962 | 1968 | 1975 | 1982 | 1990 | 1999 | 2008 |
| ---- | ---- | ---- | ---- | ---- | ---- | ---- |
| 191  | 154  | 236  | 270  | 339  | 337  | 340  |

## Экономика
В 2007 году среди 221 человека в трудоспособном возрасте (15—64 лет) 148 были экономически активными, 73 — неактивными (показатель активности — 67,0 %, в 1999 году было 69,0 %). Из 148 активных работали 132 человека (75 мужчин и 57 женщин), безработных было 16 (11 мужчин и 5 женщин). Среди 73 неактивных 16 человек были учениками или студентами, 32 — пенсионерами, 25 были неактивными по другим причинам.

## Достопримечательности
- Бывший монастырь Святого Духа (XVII век). Памятник истории с 1925 года[3]

## Фотогалерея

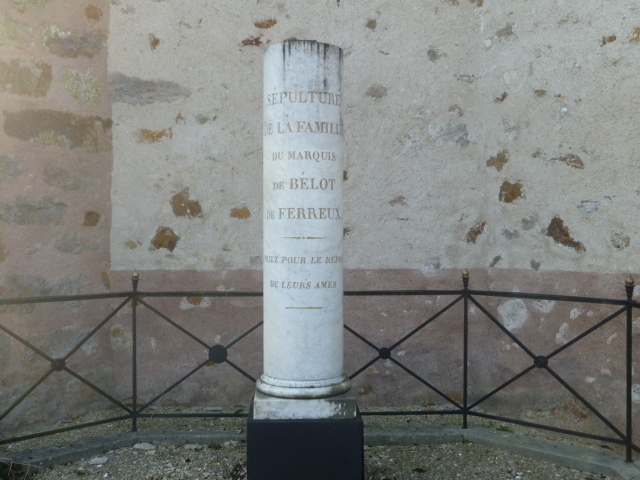
Памятник маркизу Бело де Феррё
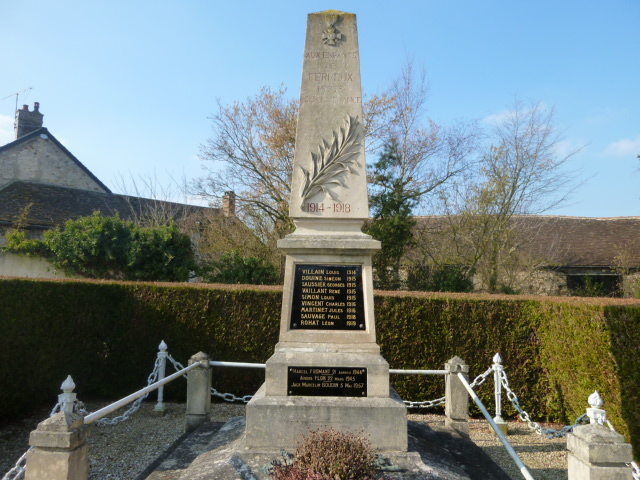
Памятник погибшим в Первой мировой войне
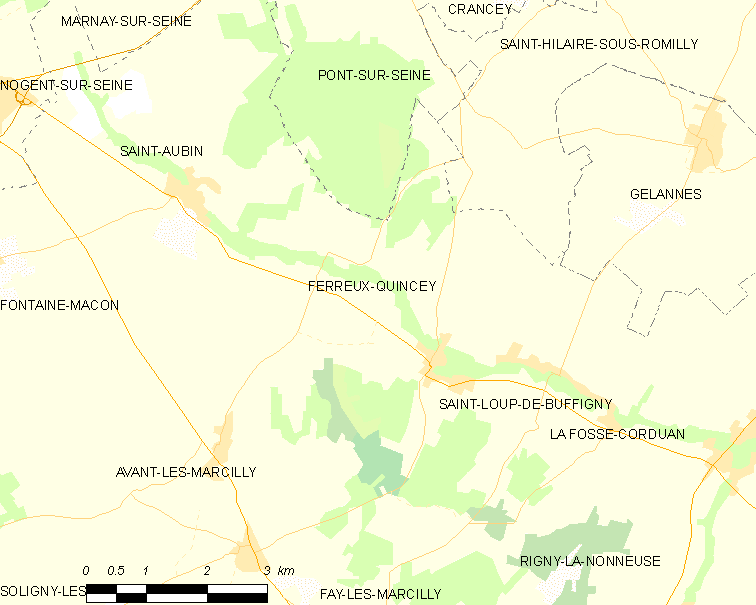
Карта коммуны